# Bertelsmann

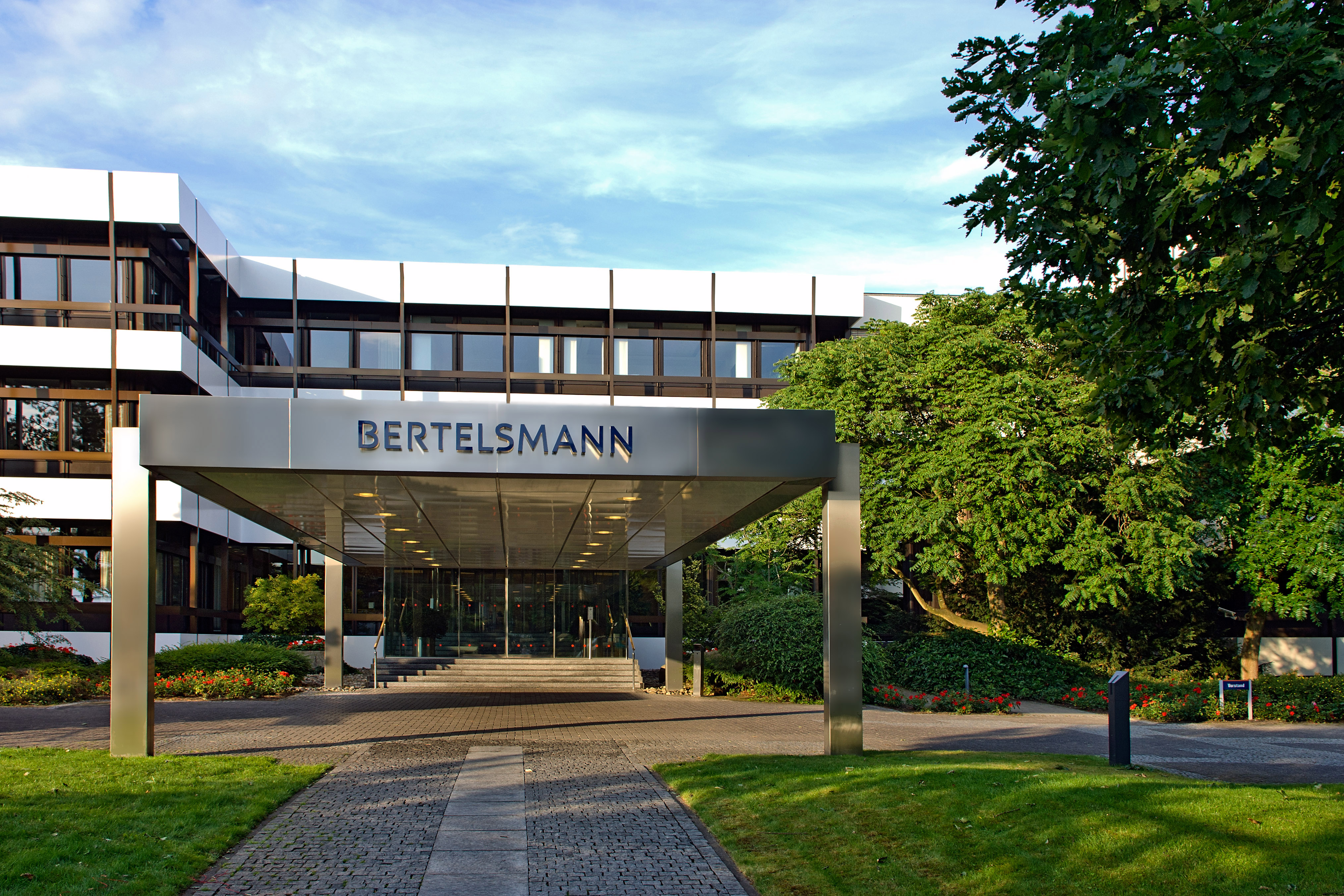
Huvudkontoret i Gütersloh.

Bertelsmann AG är en internationell förlags- och mediakoncern med huvudkontor i Gütersloh i Tyskland. Företaget har verksamhet i 63 länder och sysselsätter 100.000 personer. För året 2006 var omsättningen 19,3 miljarder euro, vinsten före skatt 1,87 miljarder euro och nettovinsten 2,4 miljarder euro.
Styrelseordförande och VD är Hartmut Ostrowski. Företaget grundades 1835 och är inte börsnoterat utan privatägt. Den dominerande ägaren (76,9 %) är stiftelsen Bertelsmann Foundation, grundad av familjen Mohn. Återstående 23,1% ägs av familjen Mohn. Fram till 2006 ägdes 25 % av den belgiske industrialisten Albert Frère.
Bertelsmannkoncernen består av sex affärsområden: RTL Group (TV-bolag), Gruner + Jahr (tidskriftsförlag), Bertelsmann Music Group (BMG), Random House (bokförlag), Direct Group (musik- och bokklubb) och Riverty (tidigare Arvato, som erbjuder finansiella tjänster, IT-tjänster och logistik).
I augusti 2004 bildades Sony BMG Entertainment, där BMG och japanska Sony äger hälften var. De fem världsdominerande skivbolagen blev därigenom fyra.
Hösten 2000 tillkännagav Bertelsmann en allians med Napster, där fildelningsföretaget skulle ges ett lån på 80 miljoner dollar för att utveckla en säker fildelningstjänst. Affären gav uppmärksamhet eftersom andra skivbolag försökte bekämpa fildelarna, snarare än att samarbeta med dem.

## Historik
Carl Bertelsmann grundade 1835 ett boktryckeri och förlag, C. Bertelsmann Verlag, inriktat på psalmböcker och religiösa böcker. Sonen Heinrich övertog firman och 1851 utökades verksamheten till romaner. Företaget växte stadigt och hade 401 anställda 1939. Under nazitiden utgav förlaget nazistiska författare som Will Vesper och Hans Grimm. Efter andra världskriget hade företaget ägnat sig åt olaglig handel med papper, vilket gjorde att verksamheten måste läggas ner för en tid. Firman nybildades 1947 av Reinhard Mohn, medlem av Bertelsmannfamiljen i femte generationen.
På 1950-talet utökades verksamheten med bokklubben Bertelsmann Leserring och 1958 med LP-skivmärket Ariola Records. 1964 köptes filmbolaget Ufa. Biograferna såldes av 1970. Bertelsmann köpte 1969 in sig i tidskriftsförlaget Gruner + Jahr och 1973 blev man majoritetsägare. Sedan 1980-talet har företaget expanderat internationellt. Det amerikanska skivmärket Arista Records köptes 1979, bokförlaget Bantam Books 1980, skivmärket RCA Victor 1986, förlagshuset Doubleday 1986. Sedan 1989 är Bertelsmann distributör åt Windham Hill Records och sedan 1996 helägare. Med tiden lades all musikutgivning under skivmärket BMG.
1993 överförde Reinhard Mohn 68,8 % av sitt aktieinnehav till stiftelsen Bertelsmann Foundation. Familjen och stiftelsen kontrollerar tillsammans 76,9 %.
Från 1995 till 2000 drev Bertelsmann och America Online tillsammans Internetföretaget Lycos Europe, som bland annat köpte svenska portalen Spray. Filmbolaget Ufa gick 1995 samman med Compagnie Luxembourgeoise de Télédiffusion (CLT) och grundade RTL Group, som är Europas största privata radio- och TV-bolag. Thomas Middelhoff blev koncernens VD 1998. Han har genomfört uppköpet av bokförlaget Random House och samlat koncernens bokutgivning under detta namn.  Nätbokhandeln bol.com lanserades 1999. I februari 2001 köpte Groupe Bruxelles Lambert under ledning av Albert Frère 25% av Bertelsmann AG. André Desmarais, VD för Power Corporation of Canada, insattes i styrelsen. I juli 2002, lämnade VD Thomas Middelhoff företaget efter meningsskiljaktigheter om strategier, i synnerhet rörande en börsintroduktion.
2002 medgav Bertelsmann att man undanhållit fakta om samröret med Adolf Hitler och nazistpartiet, bland annat utnyttjande av slavarbetskraft och tryck av propaganda. Avslöjandet hängde ihop med övertagandet av amerikanska bokförlaget Random House 1998, där Bertelsmann hade förvrängt redogörelsen av sitt förflutna för att underlätta affären.
BMG utökades 2003 under nye VD:n Gunter Thielen genom uppköpet av Zomba Records. 2004 bildade BMG och Sony Music det samägda bolaget Sony BMG. BMG Music Publishing förblev helägt av Bertelsmann, men såldes 2006 till Universal Music Publishing. Den 1 september 2007 gick Bertelsmann med på att betala 130 miljoner dollar till de skivbolag som väckt åtal mot Napster för upphovsrättsintrång.
Den 1 januari 2008 blev Hartmut Ostrowski ny styrelseordförande och VD för Bertelsmann, efter Gunter Thielen.